# Grebensteiner Landwehr

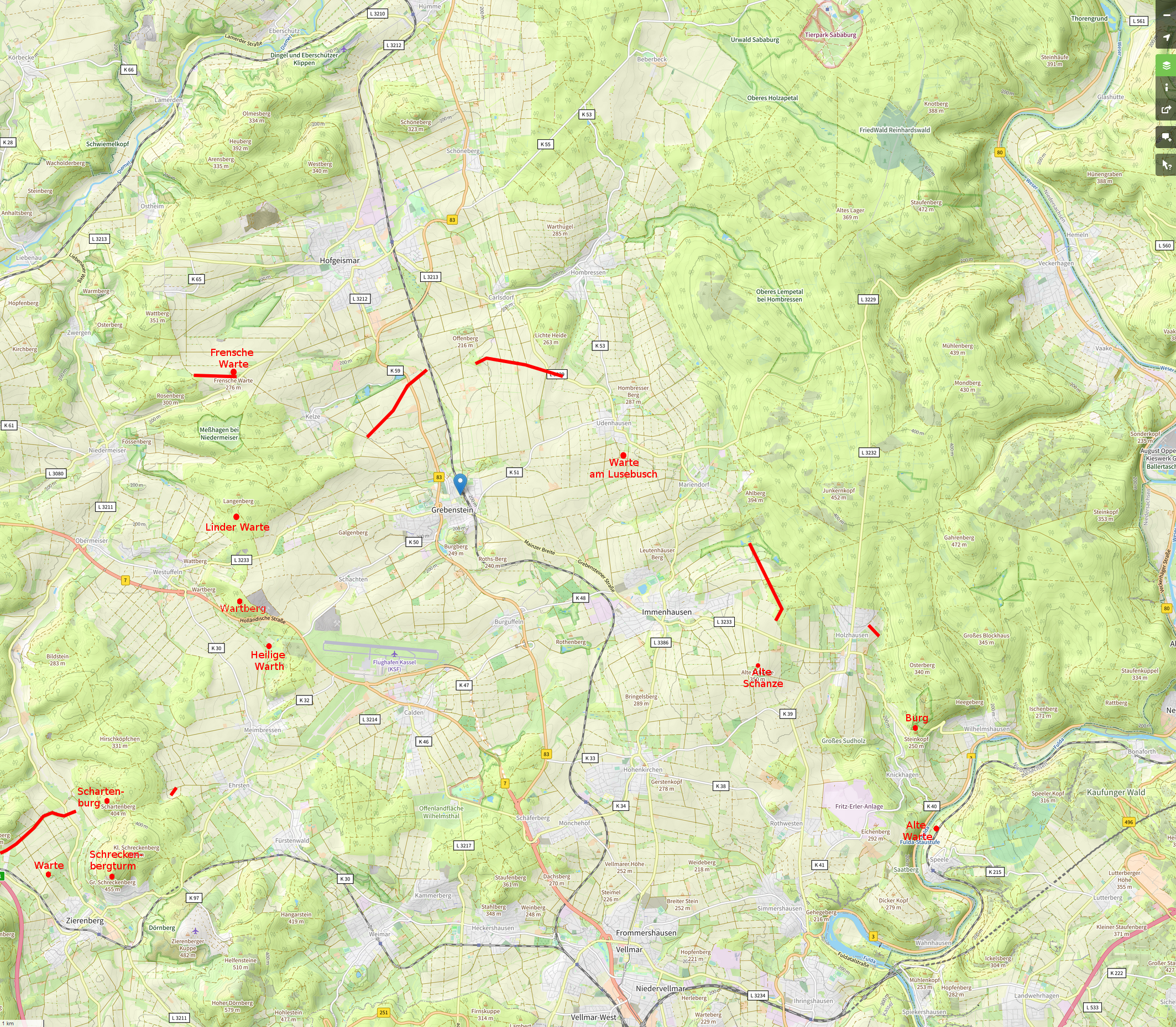
Stellen, an denen auf den Karten der Landesaufnahme von 1840–1861 im Kurfürstenthum Hessen die Bezeichnung Landwehr oder Warte auftaucht, wurden hier rot markiert

Die Grebensteiner Landwehr wurde von der landgräflich hessischen Stadt Grebenstein, nordwestlich von Kassel, zum Schutz gegen Übergriffe aus dem benachbarten mainzischen Hofgeismar angelegt. Sie kreuzte die heutige Straße Grebenstein-Hofgeismar und wurde in ihrer endgültigen Form zwischen 1376 und 1428 ausgeführt, nachdem die Siedlungen Stroford, Helpoldessen, Ober- und Niederhaldessen und deren Gemarkungen in hessischen Besitz übergegangen waren.
Die Landwehr bestand aus einem aufgeschütteten Erdwall, der mit dem Aushub von zwei Gräben beiderseits des Walles aufgeschichtet wurde. Der Wall war dicht mit Dornenhecken und Hainbuchen (Hagebüschen) bepflanzt. Die Hagebüsche wurden mit Äxten angehauen und umgeknickt (das „Gebück“). So wuchsen sie – unterpflanzt mit Brombeeren, Heckenrosen und anderen Dornensträuchern (dem „Gedörn“) – zu undurchdringlichen Hindernissen zusammen.

## Verlauf
Die Landwehr war insgesamt etwa 20 km lang. Sie verlief östlich der heutigen Straße Udenhausen-Carlsdorf in allgemein nördlicher Richtung bis vor die Lichte Heide, bog dort nach Westen ab und ging nördlich des heutigen Hofes Butzbach über den Fiddelberg ins Essetal hinab. Östlich der Esse führte sie entlang der damaligen und heutigen Gemarkungsgrenze Grebenstein-Hofgeismar, dann bis zum Papenberg und Hornebeck südlich des Offenbergs. Dann ging sie durch den Stroforder Grund in Richtung Veckerberg, bog jedoch vorher ab in Richtung Rixen (1455 bereits wüst) und endete an der Westuffel’schen Warte.

## Warten
Die Landwehr war an strategischen Punkten durch fünf Warten gesichert, die allesamt heute verschwunden sind:
- die Hohe Warte vor dem Reinhardswald (Udenhäuser Warte), südöstlich und oberhalb von Udenhausen in Richtung Mariendorf auf 308 m Höhe, etwa 4,5 km von der Stadt entfernt, wo sie den Weg nach Veckerhagen schützte;
- die Hombresser Warte (Warte am Radebusch, Geißmar Warte, Alte Warte vor dem Hombreßer Berg), etwa 3 km von der Stadt entfernt vor dem Webelsberg, südwestlich von Udenhausen;
- die Langeberg-Warte (Grebensteiner Warte, Rixer Warte, Warte am Rondshorn), zwei km nordwestlich von Grebenstein;
- die Linder Warte, in der heutigen Gemarkung von Westuffeln auf der Höhe 295 südwestlich des Rixer Busches, etwa 5 km westlich der Stadt;
- die Hohe Warte (Westuffel'sche Warte) auf dem Wartberg (305,5 m) bei Westuffeln, 5 km südwestlich von Grebenstein.

## Unterhalt
Unterhalt und Pflege der Landwehr waren Aufgabe der Grebensteiner Bürgerschaft, die die Hecken knicken und Gräben pflegen mussten.  Beschädigungen der Landwehr wurden schwer bestraft. Die Durchlässe durch die Landwehr an den Verkehrswegen wurden durch schwere Schlagbäume (Schlag oder Klappe genannt) gesichert, die nachts geschlossen blieben.

## Grenzstreitigkeiten
Einer der Durchlässe bestand an der Straße nach Hofgeismar. An der dortigen Malstätte auf der Grenze zwischen hessischem und mainzischem Gebiet traf Landgraf Hermann II. von Hessen am 25. Juni 1383 mit Vertretern des Erzbischofs Adolf I. von Mainz zusammen, um über strittige Punkte, die Landwehr betreffend, zu verhandeln.  Eine Einigung wurde jedoch nicht erzielt, und Übergriffe auf Bauern, Kaufleute, Weidevieh usw. fanden weiterhin statt. So drang zum Beispiel der Ritter Konrad Spiegel zum Desenberg, mainzischer Amtmann und Landvogt in Hessen und Westfalen, im Juli 1388 von der Burg Schöneberg in die Gemarkungen von Grebenstein und Immenhausen ein und raubte Schafherden von den dortigen Weiden. Erst auf Druck des Landgrafen erklärte er sich am 17. September 1388 bereit, dafür als Wiedergutmachung 250 Gulden zu zahlen. 1424 unternahm der Mainzer Amtmann Johann Spiegel mehrere Überfälle auf hessisches Gebiet, bei denen er Herden wegtrieb und zwecks Lösegeld Menschen entführte. Daraufhin erschien Landgraf Ludwig mit einem Heer vor Hofgeismar, durchbrach die Landwehr, zerstörte einige Warttürme, verwüstete viele Felder und berannte die Stadtbefestigung.
Selbst nachdem Hofgeismar nach der Mainzer Stiftsfehde (1461–1463) hessisch geworden war, zog sich der Streit zwischen den beiden Städten um die Landwehr noch fast 300 Jahre hin. Als Hofgeismar im Jahre 1573 einige Eichen auf der Landwehr fällen ließ, um sie beim Bau des Straßendamms bei den Kelzer Teichen zu verwenden, führte dies zu einer scharfen Beschwerde seitens des Rats und Bürgermeisters von Grebenstein, da die Landwehr und deren Nutzung seit alters her den Grebensteinern gehöre. Auch aus dem Jahre 1679 ist eine Beschwerde des Grebensteiner Rates überliefert, da Hofgeismarer Bürger mit Erlaubnis des dortigen Rates auf der Landwehr zwischen Esse und Veckerberg unrechtmäßig Holz gefällt und entwendet hätten; dies sei unzulässig, denn nur Grebenstein habe das Recht zur Nutzung der Landwehr, sei es wegen des Holzes oder wegen der Hute und Trift von Vieh. Der Streit wurde erst durch einen Regierungsbescheid vom 22. November 1749 beigelegt, der die Landwehr zu 1/3 Hofgeismar und zu 2/3 Grebenstein zuordnete, die Huteflächen aber allein der Stadt Grebenstein.

## Heutiger Zustand
Die ehemalige Landwehr ist heute nur noch an wenigen Stellen zu erkennen, sei es als Gehölz oder als Spuren von Wallgräben. So finden sich zwischen Grebenstein und Friedrichsthal, nahe der L 3233 und nicht weit von der abgegangenen Langenberg-Warte, Spuren der alten Landwehr in Form noch sichtbarer Grabenreste.
Auf Luftbildaufnahmen ist der Verlauf der Doppelgrabenanlage noch sehr gut zu erkennen und bis auf wenige hundert Meter zu verfolgen.
Koordinaten: 51° 27′ 1,8″ N, 9° 23′ 15″ O